# Johann Georg von Welck
Johann Georg Freiherr von Welck  (* 11. Dezember 1839 in Riesa; †  18. Februar 1912 in Niederlößnitz) war ein deutscher Verwaltungsbeamter. 

## Leben
Der Sohn des sächsischen Rittergutsbesitzers und Politikers Curt Robert von Welck 
besuchte von 1853 bis 1859 die Fürstenschule St. Afra in Meißen. Anschließend studierte er Rechtswissenschaften an den Universitäten in Heidelberg und Leipzig. Danach arbeitete er bei den Gerichtsämtern Dresden und Plauen sowie bei der Kreisdirektion Zwickau. Während des Deutsch-Französischen Krieges 1870/71 war Welck zunächst Offizier, dann Beamter der Zivilverwaltung im besetzten Frankreich. Danach legte er sein Staatsexamen ab. Nach der Neuorganisation der sächsischen Verwaltung war er von 1874 bis 1875 Vorstand der Delegation (einer Außenstelle der Amtshauptmannschaft Pirna) in Schandau. 
Von 1875 bis 1880 war Welck Amtshauptmann der Amtshauptmannschaft Rochlitz, danach in gleicher Funktion bei der Amtshauptmannschaft Plauen. Von 1892 bis 1894 folgte eine Station beim sächsischen Innenministerium als Geheimer Regierungsrat und Vortragender Rat. Von 1894 bis 1900 war Welck Kreishauptmann der Kreishauptmannschaft Zwickau, von 1900 bis 1906 Kreishauptmann der Kreishauptmannschaft Chemnitz und von 1906 bis 1910 Kreishauptmann der Kreishauptmannschaft Leipzig. Am 1. Oktober 1910 trat Welck in den Ruhestand.

## Ehrungen und Auszeichnungen
Laut Adressbuch seines letzten Wohnsitzes waren Welck bis 1912 folgende Ehrungen zuteilgeworden:
- 1909: Wirklicher Geheimer Rat mit dem Prädikat Exzellenz
- 1909: Ehrendoktorwürde der Universität Leipzig
- Albrechts-Orden Großkreuz
- Albrechts-Orden Ritter 1. Klasse mit Schwertern
- Verdienstkreuz 1. Klasse